# 덴노지촌
덴노지촌(일본어: 天王寺村)은 [일본]] 오사카부 히가시나리군에 설치되었던 촌이다. 현재의 오사카시 덴노지구 남동부, 아베노구 북서부, 이쿠노구 서부, 나니와구 동부, 니시나리구 동부에 해당한다.

## 역사
1차 시역확장에 의해 오사카시에 편입된 지역에서는 1900년에 다음과 같은 41개 정이 설립되었다.
- 덴노지 히가시야정
- 덴노지 도케시바정
- 덴노지 마츠케비정
- 덴노지 세코쿠다니정
- 덴노지 후케케자키정
- 덴노지 이시케츠지정
- 가미혼마치 7정목
- 덴노지 가미노미야정
- 덴노지 키타야마정
- 덴노지 고미야정
- 덴노지 신호인정
- 덴노지 카라스케지정
- 덴노지 모토정
- 덴노지 가쓰야마도리 1-3정목
- 덴노지 테라다정
- 덴노지 다이도 1 - 4정목
- 덴노지 키타카와보리정
- 덴노지 미나미카와보리정
- 덴노지 히덴인정
- 덴노지 아베노스지 1 - 2정목
- 덴노지 시지마정
- 덴노지 로쿠만다이정
- 덴노지 이쿠타마에정
- 덴노지 이쿠타마에정
- 덴노지 유요오카정
- 덴노지 레이닌정
- 시모지마치 2 - 4정목(옛 니시코즈촌 시모지정 1정목은 히가시구에 속한다.)
- 아이사카 가미노정
- 덴노지 차우스야마정
- 덴노지 타마미즈정(현재는 지우스야마정의 일부)
- 아이사카시모노정(현재는 지우스야마정, 나니와구 시모지, 니혼바시 니혼바시 히가시 각 일부)
- 니혼바시스지 히가시 1 - 2정목

오사카 철도 선로 남쪽 지역은 도나리군 덴노지촌으로 계속 존속했다. 1897년 분할에 의해 본 취락이 오사카시에 편입되면서 인구가 한때 급감했지만, 이후 택지화가 진행되면서 인구가 급증해 1920년대에는 인구 5만 명이 넘는 거대한 마을로 성장했다.
1925년, 오사카시의 2차 시역 확장이 이루어졌으며, 이때 덴노지촌은 전 지역이 오사카시에 편입되어 폐지되었고, 1925년에 편입된 구 덴노지무라 지역은 스미요시구에 속했다가 나중에 아베노구(일부는 니시나리구)로 분할되었다.
- 1889년 4월 1일 - 정촌제 시행에 의해 히가시나리군 덴노지촌이 성립하였다.
- 1925년 4월 1일 - 잔부는 오사카시에 편입되었다.

## 참고문헌
- 大日本篤農家名鑑編纂所編『大日本篤農家名鑑』大日本篤農家名鑑編纂所、1910年。
- 交詢社編『日本紳士録 第23版』交詢社、1919年。
- 商業興信所編『日本全国諸会社役員録 第28回』商業興信所、1920年。
- 人事興信所編『人事興信録 第6版』人事興信所、1921年。
- 農商務省編『会社通覧 大正8年12月31日現在』国産時報社、1921年。
- 大阪府東成郡編『東成郡誌』大阪府東成郡、1922年。
- 升谷安治編『大阪新人大観』大阪新人大観編纂局、1925年。